# John Harfield Tredgold
John Harfield Tredgold (Winchester, 1798 – Richmond upon Thames, 22 maggio 1842) è stato un farmacista, filantropo ed abolizionista britannico; ha ricoperto diversi ruoli volontari, tra cui quello di segretario della Società Britannica e Straniera Contro la Schiavitù. Il sobborgo di Città del Capo, chiamato Harfield, ha preso il nome dal secondo nome di Tredgold.

## Biografia
Tredgold fu battezzato nel 1798 dai suoi genitori Thomas ed Elizabeth Tredgold. Il suo secondo nome era il cognome di sua madre prima che lei si sposasse il 10 aprile 1795.
Arrivò al Colonia del Capo nel 1818 (forse il 24 giugno 1818) e il 3 luglio 1818 ottenne la licenza di chimico e farmacista nella colonia. Diventò socio della farmacia Thredgold e Pocock.

Tredgold sposò Elizabeth Merrington a Città del Capo il giorno di Capodanno del 1825 nella cattedrale di St George prima che fosse ricostruita. Elisabetta nacque a Londra nel dicembre 1806.

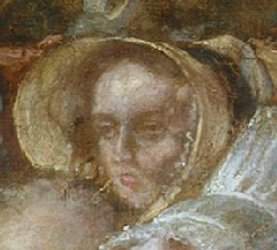
Elizabeth Tredgold in 1840.

### Carriera
Tredgold era membro della Cape of Good Hope Philanthropic Society (Società Filantropica del Capo di Buona Speranza) e lavorava con le persone in povertà. Fu uno dei fondatori della Commercial Exchange e contribuì a gestire la  Cape of Good Hope Savings Bank.. Era un membro dell'influente Congregational Union Chapel a Città del Capo che lavorava per l'emancipazione degli schiavi a Cape Town.
Si pensa che abbia impiegato John Pocock, i cui diari danno uno spaccato della vita familiare dei Tredgold. Di particolare nota è un riferimento a una festa serale del 1836 in cui furono lette le lettere di Richard Miles, "un ragazzo Bechuana precedentemente al servizio del signor T. ma ora un predicatore itinerante per le tribù native oltre il confine". Richard Miles avrebbe continuato ad avere un'interessante carriera come predicatore e interprete molto tempo dopo che Tredgold avesse lasciato il paese. Nel 1850 Richard Miles fu nominato Kaptyn of Bethanie dal residente britannico, il maggiore Warden, a nome di Sua Eccellenza il governatore del Capo.
Tredgold e la sua famiglia lasciarono il Capo il 19 febbraio 1837 a causa di una malattia familiare (compresa la sua). Ciò potrebbe non essere stato pianificato, poiché nello stesso anno fu nominato membro di un comitato autorizzato dal governatore del Capo di Buona Speranza, il  tenente generale Sir Benjamin d'Urban. I degni prescelti dovevano essere membri della "Children’s Friend Society" che doveva collaborare con un'organizzazione con lo stesso nome a Londra per salvaguardare i bambini "poveri e indigenti" che venivano trasferiti affinché potessero imparare un mestiere.
Tredgold e sua moglie Elizabeth parteciparono alla World Anti-Slavery Convention il 12 giugno 1840. La foto qui sopra li mostra in un dipinto realizzato per commemorare l'evento, che attirò delegati provenienti da America, Francia, Haiti, Australia, Irlanda, Giamaica e Barbados. Tredgold è raffigurato al centro del dipinto nel suo ruolo di segretario mentre Thomas Clarkson parla. Sua moglie è mostrata con la maggior parte delle donne a destra del dipinto. Si è discusso molto su dove si sarebbero sedute le delegate. Alla fine gli organizzatori avevano insistito affinché si sedessero con tutte le altre donne e osservatori maschi. Alcune donne furono incluse nel dipinto della convenzione con Elizabeth Tredgold; queste erano Elizabeth Pease, Amelia Opie, la Baronessa Byron, Mary Anne Rawson, la signora John Beaumont, la figlia di Thomas Clarkson, Mary e, proprio in fondo, Lucretia Mott.
Dopo il 1842 Elizabeth Tredgold tornò in Sudafrica con cinque dei suoi figli. Due dei suoi figli erano morti, all'età di tredici e undici anni, mentre si trovavano in Inghilterra. La signora Tredgold morì il 16 marzo 1892 nella casa di sua figlia Elizabeth McIntyre a Ceres, Provincia del Capo Occidentale.

## Opere
- Emigration to Jamaica: Why Should not Englishmen, Irishmen, and Scotchmen go to Jamaica. (London: British and Foreign Anti-Slavery Committee) 1841